# Resolutie 1155 Veiligheidsraad Verenigde Naties
Resolutie 1155 van de Veiligheidsraad van de Verenigde Naties werd unaniem door de
VN-Veiligheidsraad aangenomen op 16 maart 1998 en stemde in met een verlenging van de Afrikaanse vredesmacht in de Centraal-Afrikaanse Republiek.

## Achtergrond
De periode na de onafhankelijkheid van de Centraal-Afrikaanse Republiek werd gekenmerkt door opeenvolgende staatsgrepen. Begin jaren 1990 werd een meerpartijensysteem gecreëerd en volgden verkiezingen. Eén en ander verliep onregelmatig en de spanningen in het land liepen op. De ongelijke behandeling van officieren leidde in 1996-1997 tot muiterij in het leger. Een slecht bestuur en economische problemen destabiliseerden het land. Er werd een Afrikaanse vredesmacht gestationeerd die in 1998 werd afgelost door een VN-vredesmacht, die in 2000 weer vertrok.

## Inhoud

### Waarnemingen
De Afrikaanse missie MISAB zag toe op de uitvoering van de Bangui-Akkoorden, en
vooral de overgave van wapens, in de Centraal-Afrikaanse Republiek. De deelnemende landen hadden die
missie verlengd tot 15 april om een vlotte overgang naar de voorziene VN-vredesmissie
te verzekeren.

### Handelingen
Bij de Centraal-Afrikaanse Republiek werd erop aangedrongen om de Bangui-Akkoorden uit te voeren. De voortzetting van
de MISAB-missie werd goedgekeurd en de Veiligheidsraad autoriseerde die missie om haar veiligheid en
bewegingsvrijheid te verzekeren tot 27 maart. Tegen die datum zou de Veiligheidsraad zelf een beslissing nemen over de
oprichting van een VN-operatie in de Centraal-Afrikaanse Republiek.

## Verwante resoluties
- Resolutie 1136 Veiligheidsraad Verenigde Naties (1997)
- Resolutie 1152 Veiligheidsraad Verenigde Naties
- Resolutie 1159 Veiligheidsraad Verenigde Naties
- Resolutie 1182 Veiligheidsraad Verenigde Naties

Lijst ·  1147 ·  1148 ·  1149 ·  1150 ·  1151 ·  1152 ·  1153 ·  1154 ·  1155 ·  1156 ·  1157 ·  1158 ·  1159 ·  1160 ·  1161 ·  1162 ·  1163 ·  1164 ·  1165 ·  1166 ·  1167 ·  1168 ·  1169 ·  1170 ·  1171 ·  1172 ·  1173 ·  1174 ·  1175 ·  1176 ·  1177 ·  1178 ·  1179 ·  1180 ·  1181 ·  1182 ·  1183 ·  1184 ·  1185 ·  1186 ·  1187 ·  1188 ·  1189 ·  1190 ·  1191 ·  1192 ·  1193 ·  1194 ·  1195 ·  1196 ·  1197 ·  1198 ·  1199 ·  1200 ·  1201 ·  1202 ·  1203 ·  1204 ·  1205 ·  1206 ·  1207 ·  1208 ·  1209 ·  1210 ·  1211 ·  1212 ·  1213 ·  1214 ·  1215 ·  1216 ·  1217 ·  1218 ·  1219